# Can Papí
Can Papí és una casa del municipi del Masnou (Maresme) protegida com a bé cultural d'interès local. La casa fou edificada l'any 1890 i restaurada el 1925 per l'arquitecte Josep Goday i Casals, que realitzà també els esgrafiats.

## Descripció
Edifici residencial de cantonada de planta rectangular que consta de planta baixa i dos pisos i coberta plana a mode de terrat. La façana principal es compon a partir d'una simetria que només es trenca a la planta baixa, amb la porta d'entrada i una finestra amb reixa, ambdues de llinda plana. El primer pis té tres obertures de llinda plana amb un ampit continu i a la planta superior hi ha dues obertures més. Totes elles protegides amb persianes de llibret de fusta pintades.
A la façana lateral sobresurt una tribuna, a l'altura del primer pis, amb tres costats i una obertura a cada costat, també protegides amb persianes de llibret de fusta. Al damunt de la tribuna, hi ha una altra obertura.
La superfície del parament de les dues façanes està esgrafiada amb motius geomètrics i vegetals a l'entorn de les obertures excepte entre les dues obertures del pis superior, on s'hi observa un vaixell de vela. A les façanes laterals es poden veure motius vegetals. El parament corresponent a la planta baixa està estucat simulant carreus col·locats a portell.